# Tlogopandogan
Tlogopandogan is een bestuurslaag in het regentschap Demak van de provincie Midden-Java, Indonesië. Tlogopandogan telt 1699 inwoners (volkstelling 2010).